# Palazzo Cornazzani

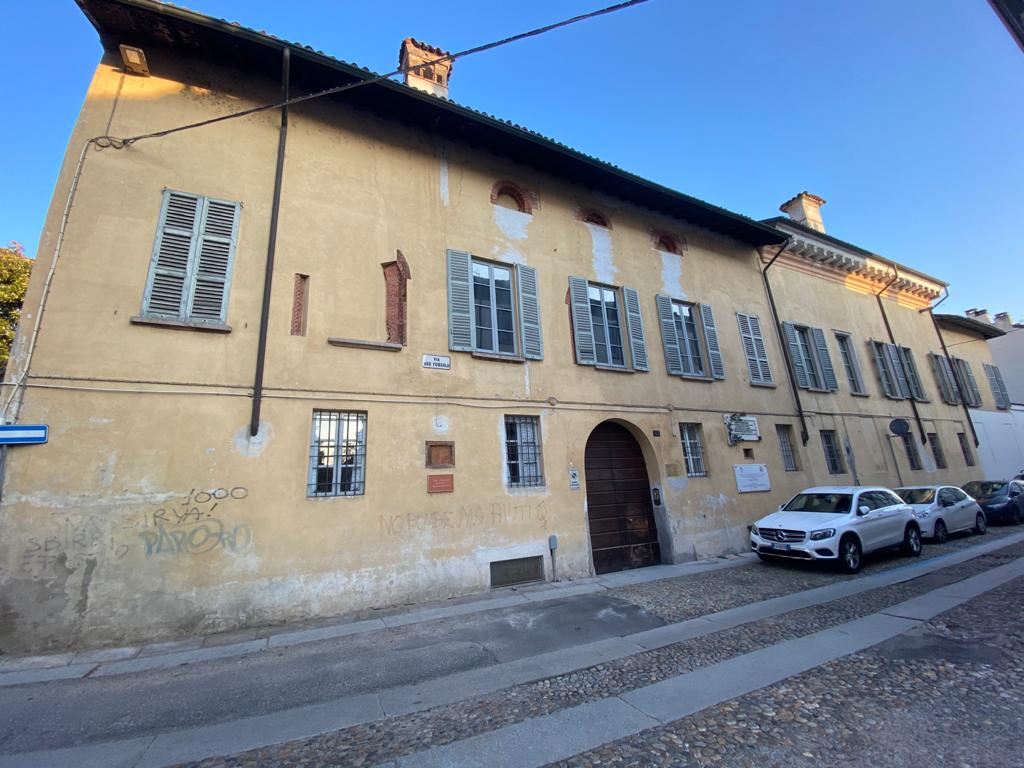
Palazzo Cornazzani

Der Palazzo Cornazzani ist ein Palazzo in Pavia, Lombardei, in dem Albert Einstein in den Jahren 1895 und 1896 lebte.

## Geschichte
Der Palazzo gehörte der adligen Familie Cornazzani und wurde im 15. Jahrhundert im spätgotischen Stil erbaut, wobei er Überreste früherer Gebäude integrierte. Ursprünglich war das Gebäude im Besitz der aristokratischen Familie Beccaria, ging jedoch im 16. Jahrhundert durch Heirat an die Cornazzani über. Die Cornazzani stammten aus Parma und dienten lange Zeit zunächst Filippo Maria Visconti und später den Sforza, wodurch sie das Mailänder Bürgerrecht erhielten. Ein Zweig der Familie ließ sich in Pavia nieder.
Im Palazzo hielten sich häufig bedeutende Persönlichkeiten auf, darunter der Gouverneur von Mailand, Antonio de Guzmán, und der Kardinal Michele Bonelli, der angeblich mehr als ein Jahr in dem Gebäude verbrachte. Auch der Dichter Ugo Foscolo lebte dort zusammen mit seinem Freund Giulio Gabrielli di Montevecchio in den Jahren, in denen er als Universitätsprofessor in Pavia tätig war. Aus diesem Grund wird der Palazzo heute auch als „Casa del Foscolo“ bezeichnet. Später wurde die Straße, in der sich das Gebäude befindet, nach Foscolo benannt.
Zu späteren Zeiten wurde das Gebäude zu verschiedenen Zeiten von der Dichterin Ada Negri und dem jungen Albert Einstein bewohnt. Letzterer lebte dort mit seiner Familie zwischen 1895 und 1896, während sein Vater Hermann in Pavia eine Fabrik für Dynamoproduktion leitete.

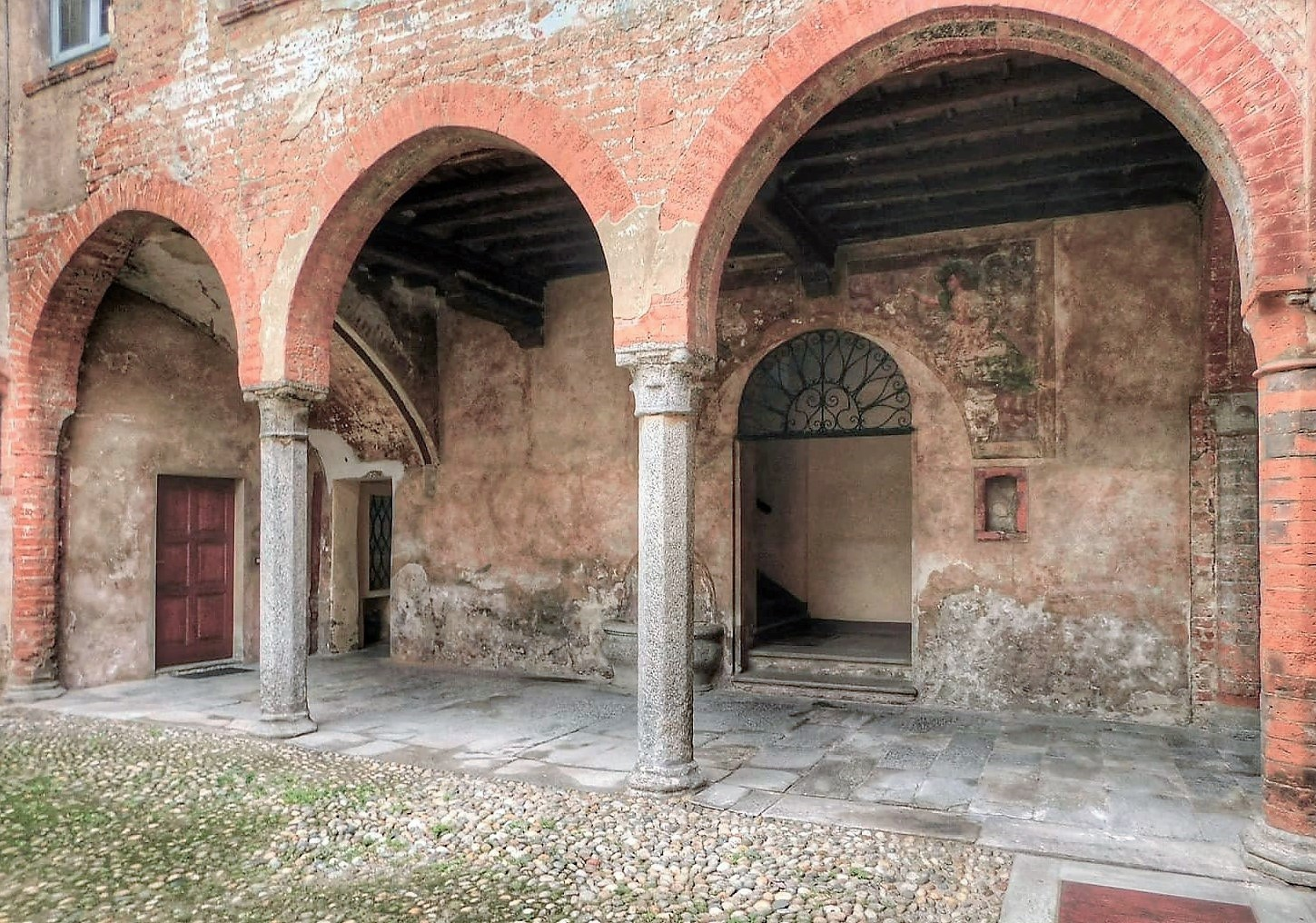
Der Innenhof
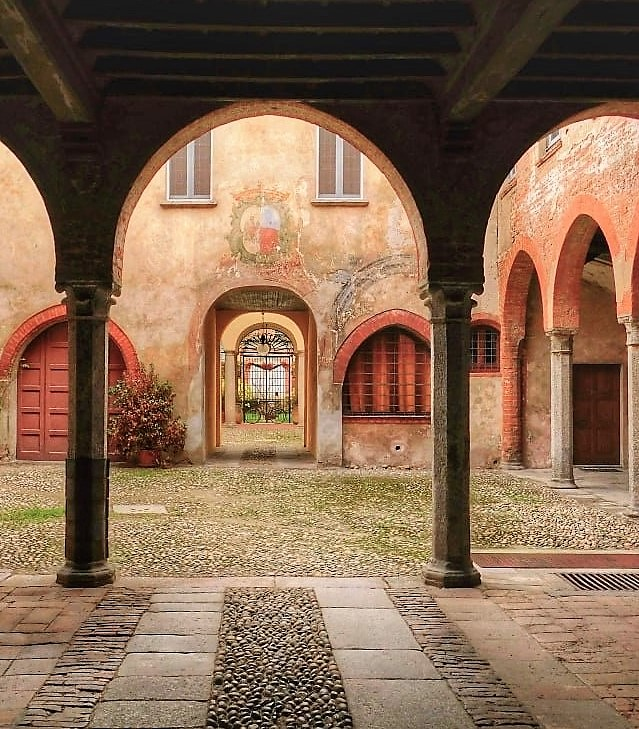
Der Innenhof
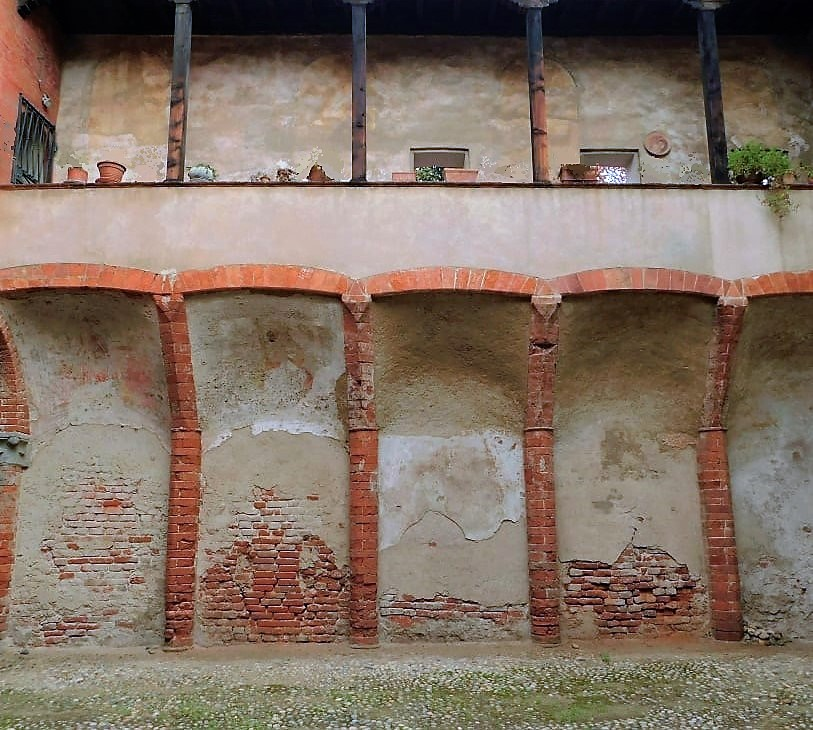
Die Loggia
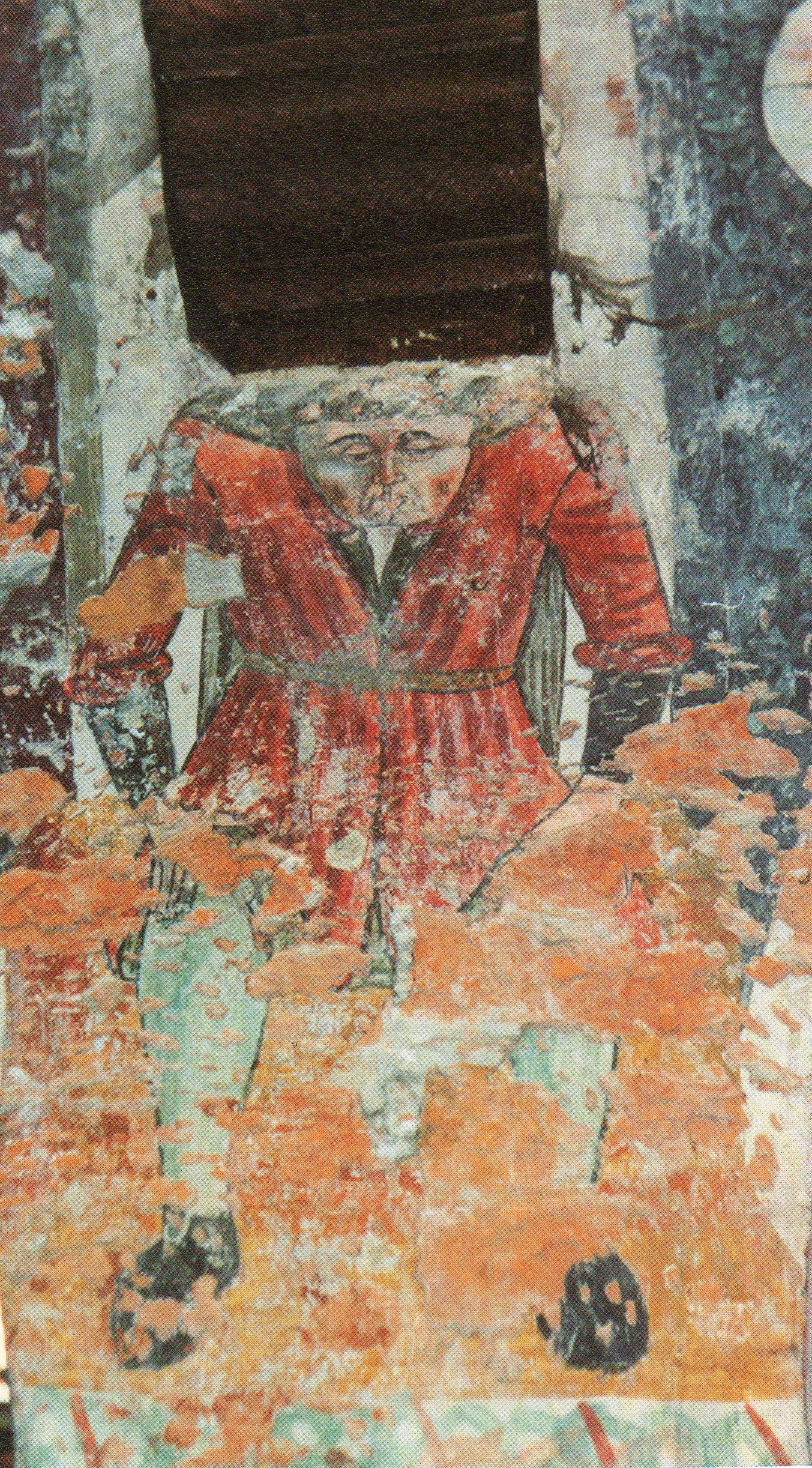
Detail der Fresken aus der zweiten Hälfte des 15. Jahrhunderts
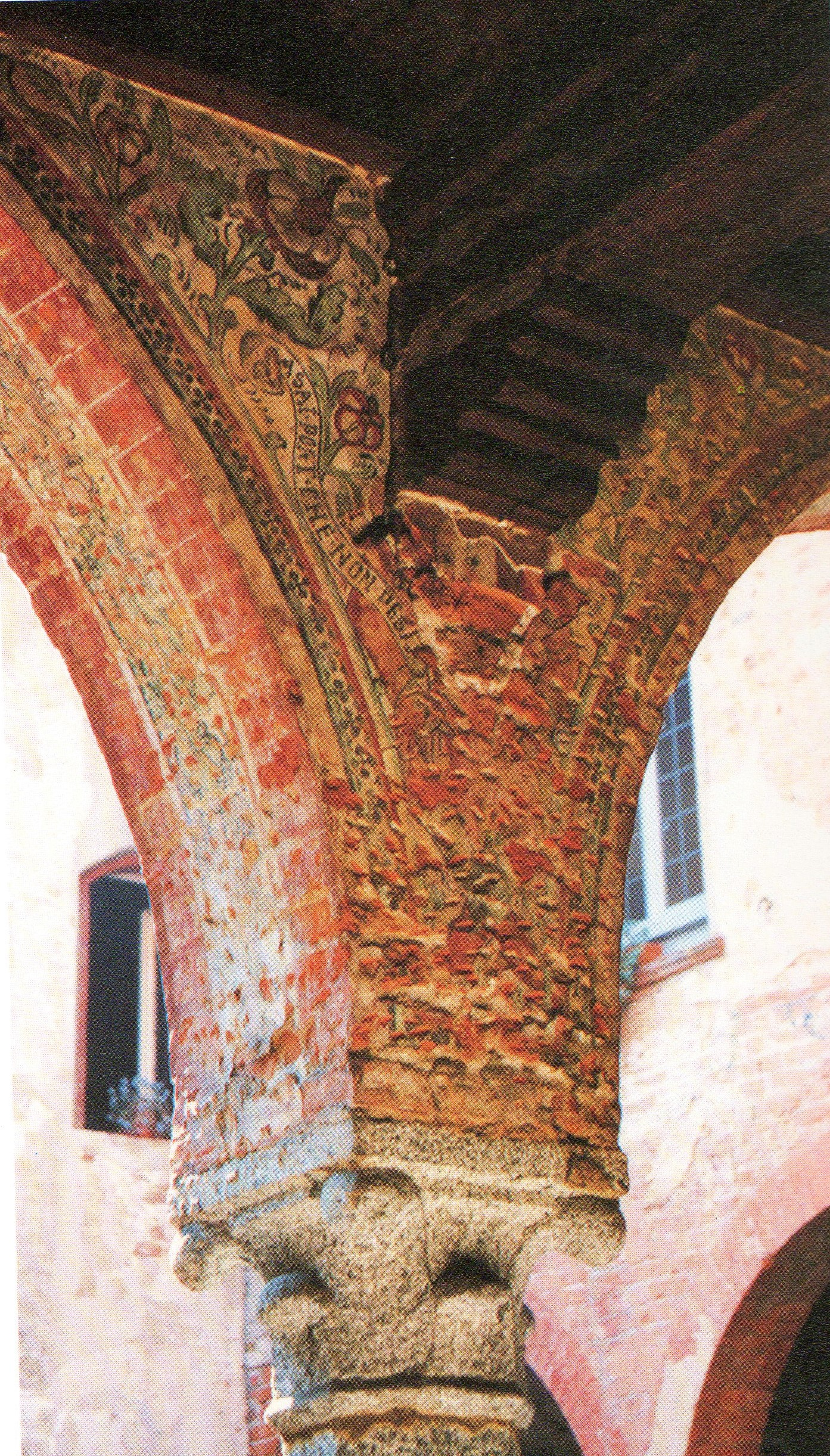
Detail der Fresken aus der zweiten Hälfte des 15. Jahrhunderts

## Bauwerk
Der Palazzo ist um zwei Innenhöfe herum strukturiert. Der erste, der aus dem 15. Jahrhundert stammt, weist eine spätgotische Gestaltung auf. Er verfügt über eine Säulenhalle mit typischen achteckigen Granitsäulen, die in der lombardischen Bauweise jener Zeit weit verbreitet waren, und ist mit zahlreichen Fresken verziert. Die Nordseite des Portikus bewahrt eine gotische Loggia, die auf dem Balkon von hölzernen Säulen getragen wird.
Der zweite Innenhof, in dessen Lünetten das Wappen der Familie Cornazzani freskiert ist, wurde im 17. Jahrhundert hinzugefügt. An der Fassade, die in der Neuzeit verputzt wurde, befindet sich eine terrakottafarbene Reliefplatte aus dem 15. Jahrhundert, die die Geburt Christi darstellt. Im Inneren sind reich verzierte Kassettendecken aus dem 15. Jahrhundert, barocke Fresken und ein neoklassizistischer Flügel erhalten geblieben.